# Плоская (Вологодская область)
Плоская — деревня в Кичменгско-Городецком районе Вологодской области.
Входит в состав Кичменгского сельского поселения (с 1 января 2006 года по 1 апреля 2013 года входила в Плосковское сельское поселение), с точки зрения административно-территориального деления — в Плосковский сельсовет.
Расстояние до районного центра Кичменгского Городка по автодороге составляет 17 км. Ближайшие населённые пункты — Косково, Сигово, Косково.
Население по данным переписи 2002 года — 367 человек (179 мужчин, 188 женщин). Всё население — русские.